# Орден адмирала Ли Сун Сина
Орден адмирала Ли Сун Сина (кор. 리순신장군훈장) — государственная награда Корейской Народно-Демократической Республики, орден, названный в честь средневекового корейского флотоводца, кораблестроителя и национального героя адмирала Ли Сун Сина. Внешний вид ордена и его наградная концепция, предположительно, были во многом скопированы с ордена Нахимова — государственной награды СССР.
Из-за закрытости КНДР, об ордене довольно мало открытой информации. Известно, что орденом Ли Сун Сина награждались военнослужащие Военно-морских сил КНДР во время Корейской войны. Известно, что орден имел две степени.
Вторая степень этой награды присуждалась 22 раза во время Корейской войны, тогда как первая степень никогда не присуждалась. Награда продолжала вручаться и спустя несколько лет после окончания войны, поскольку предположительно существует (был сфотографирован) знак ордена второй степени с порядковым номером 113. Однако, предполагается, что на данный момент вручение этого ордена прекращено.